# Liste der Monuments historiques in Ingrandes (Vienne)
Die Liste der Monuments historiques in Ingrandes (Vienne) führt die Monuments historiques in der französischen Gemeinde Ingrandes auf.

## Liste der Bauwerke
| Bezeichnung              | Beschreibung                       | Standort | Kennzeichnung | Schutzstatus | Datum | Bild           |
| ------------------------ | ---------------------------------- | -------- | ------------- | ------------ | ----- | -------------- |
| Kirche St-Pierre-St-Paul | Erbaut im 12. Jahrhundert          | (Lage)   | PA00105467    | Classé       | 1910  | weitere Bilder |
| Château de la Groie      | Schloss, erbaut im 15. Jahrhundert | (Lage)   | PA00105466    | Inscrit      | 1935  | weitere Bilder |

## Liste der Objekte
- Monuments historiques (Objekte) in Ingrandes (Vienne) in der Base Palissy des französischen Kultusministeriums